# Rów Skawiński
Rów Skawiński (512.31) – mezoregion fizycznogeograficzny w południowej Polsce, w południowej części Bramy Krakowskiej. Graniczy od północy z Obniżeniem Cholerzyńskim i Pomostem Krakowskim, od wschodu z Niziną Nadwiślańską od południa z Pogórzem Wielickim a od zachodu z Doliną Górnej Wisły. 
Region jest rowem tektonicznym obejmującym wąską dolinę Wisły, wypełnionym osadami morskimi miocenu. Ma szerokość około 2 km, długość około 22 km, jest płaski, występują w nim tylko pojedyncze skałki wapienne. Na północnej stronie brak wyraźnej granicy, Rów Skawiński płynnie przechodzi tutaj w wysoczyznę Obniżenia Cholerzyńskiego. Jest to region bezleśny, zabudowany, częściowo porośnięty łąkami.
Rów Skawiński ciągnie się od Spytkowic na zachodzie do Skawiny na wschodzie – głównego miasta regionu. Dla umożliwienia transportu wodnego ze Śląska do Krakowa wykonano w Rowie Skawińskim Kanał Łączański.